# Первая хунта Аргентины
Первая Хунта (исп. Primera Junta) — наиболее распространённое название, данное первому независимому правительству Аргентины, которое было создано 25 мая 1810 года в результате событий Майской революции.
К маю 1810 года территория Вице-королевства Рио-де-ла-Плата управлялась от имени находившегося в плену у французов испанского короля Фердинанда VII так называемой Хунтой Временного губернатора провинции Рио-де-ла-Плата, в свою очередь подчинявшаяся испанской «Верховной центральной хунте».  Когда в 1810 году была распущена Центральная хунта, политически активные граждане Буэнос-Айреса решили, что пришло время создать собственное правительство, чему противился наместник короля Сиснерос.
Совещания кабильдо (чрезвычайное открытое собрание с участием более 200 знатных лиц, представителей администрации, церкви, гильдий и различных ассоциаций Буэнос-Айреса), продолжавшееся с 22 по 25 мая 1810 года, проходили под сильным давлением толпы, которая собрались перед зданием собраний на площади Пласа-Майо. Толпа поддержала позицию местных политиков, и в результате завершилось созданием Первой Хунты, первого местного правительства территорий, которые вскоре стали Аргентиной. Испании так и не удалось восстановить контроль над этими землями. С самого начала в новом правительстве существовало две фракции: более радикальная, возглавляемая секретарем хунты Мариано Морено, и консервативная, поддерживающая президента хунты Корнелио Сааведру.
В Хунту первоначально входили только представители Буэнос-Айреса. Когда она была расширена, как и ожидалось, с добавлением представителей других городов вице-королевства Рио-де-ла-Плата, она стала известна под названием Хунта Гранде. Хунта осуществляла свою деятельность в El Fuerte (форт, где находится современный дворец Каса Росада), который использовался с 1776 года в качестве резиденции вице-королей.

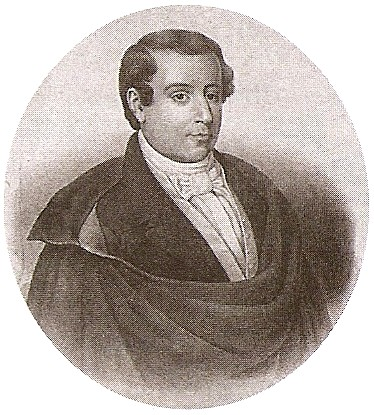
Мариано Морено

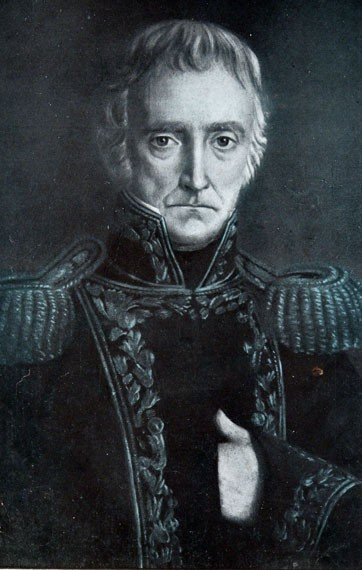
Корнелио Сааведра

Одной из первых мер, принятых новым руководящим органом, было принесение колониальными органами и государственными чиновниками присяги ему на верность. 27 мая правительство издало циркуляр, информировавший власти всех территорий вице-королевства о событиях и предложив каждому городу избрать своего представителя в хунту; также хунта немедленно организовала отправку военного контингента, чтобы навязать силой признание революции теми субъектами, которые откажутся это сделать. 28 мая каждому гражданину было разрешено обращаться к членам хунты, чтобы выразить свою озабоченность по поводу безопасности государства.
Хунта объявила себя естественным союзником городов, восставших против роялистов; как тех, кто поддержал Майскую революцию, так и тех, кто восстал против короны (например, Чили).
Со временем конфликты между умеренными Сааведры и радикалами Морено усилились; вторые обвиняли первых в желании остановить революцию ради получения личной выгоды. По прибытии избранных депутатов из других городов Сааведра предложил им войти в правительство, с целью усилить свой контроль над хунтой. Морено выступил против этого, но его не поддержали, и 18 декабря 1810 года хунта проголосовала за немедленную интеграцию в правительство депутатов других территорий. Таким образом, Первая Хунта превратилась в Великую Хунту — Хунта Гранде (исп. Junta Grande).